# Daphne Groeneveld
Pour les articles homonymes, voir Groeneveld.
Daphne Groeneveld, née le 24 décembre 1994 en Hollande-Méridionale, est un mannequin néerlandais. Elle est principalement connue pour avoir été l'égérie des parfums Dior Addict et Eau Délice de Christian Dior, aux côtés du mannequin Kayden Boche. Son physique jugé « atypique » a fait sa renommée.

## Biographie
Daphne Groeneveld commence sa carrière de mannequin en 2010, lorsqu'elle est découverte dans la rue par un agent de Bloom Model Management. Ainsi, elle effectue son premier défilé pour Emporio Armani, lors de la semaine des défilés automne-hiver 2010 de Milan. La même saison, elle arpente les podiums de Versus (en), Giorgio Armani et Hogan.
En 2011, elle pose, avec Sasha Pivovarova, Lindsey Wixson et River Viiperi pour la collection de Donatella Versace pour H&M. Elle prête son visage au parfum Sheer Beauty de Calvin Klein, photographiée par Mert and Marcus. En décembre, elle fait la couverture de Vogue Paris, aux côtés de Tom Ford. Elle ouvre les défilés de Hervé Léger, Calvin Klein, Jason Wu et Vera Wang, et ferme ceux de Roberto Cavalli, Emanuel Ungaro et Rue de Mail.
En 2012, elle est choisie par Dior comme égérie de leurs parfums Dior Addict et Eau Délice, aux côtés du mannequin Kayden Boche,. La publicité, filmée par Jonas Åkerlund, se nomme Et Dior créa la femme et est un hommage au personnage de Juliette Hardy incarné par Brigitte Bardot en 1956 dans le film Et Dieu… créa la femme de Roger Vadim. L'année suivante, elle remplace Kate Moss pour la gamme de maquillage.
En 2013, elle tourne dans la campagne publicitaire Miu Miu aux côtés de Adriana Lima, Georgia May Jagger, Lindsey Wixson, Emily DiDonato, Kätlin Aas (en), Anne Verhallen, Hind Sahli et Marina Nery, dans une vidéo de Inez & Vinoodh. H&M s'inspire de son style vestimentaire, ainsi que de celui de Joan Smalls, Liu Wen et Lindsey Wixson pour sa nouvelle collection nommée The New Icons,.
En 2014, après une période d'absence sur les podiums et dans les magazines, elle fait son retour sur les podiums pour la collection Jason Wu lors de la semaine des défilés printemps-été 2015 de New York. Elle défile également pour Carolina Herrera, Vera Wang, Oscar de la Renta, Anna Sui et ferme le défilé de Marc Jacobs.